# Prêmio Ridenhour
Prêmio Ridenhour é concedido anualmente pelo The Nation Institute, em reconhecimento por atos que expõem a verdade protegendo o interesse público, promovendo justiça social ou promovendo uma visão mais justa da sociedade. Tem quatro categorias:
- Prêmio Ridenhour por Expôr a Verdade
- Prêmio Ridenhour Coragem
- Prêmio Ridenhour Documentário
- Prêmio Ridenhour Livro

O nome Ridenhour é uma homenagem a Ronald Ridenhour que revelou o  Massacre de Mỹ Lai, onde centenas de civis, na maioria mulheres e crianças, foram executados por soldados do exército dos Estados Unidos, em 1968.

## Patrocinador
Patrocinado pelo The Nation Institute, associado à revista americana The Nation, uma das mais antigas publicações americanas, tendo sido fundada em 1865.
É um dos três grandes programas de premiação o do Instituto, onde cada prêmio visa identificar e reconhecer vozes progressistas por sua coragem e confiabilidade. Os prêmios são:
- Prêmio Puffin/Nation por Cidadania Creativa
- Prêmios Ridenhour
- Prêmio Robert Masur por dedicação as liberdades civis.

## Ganhadores
Em 2014, Edward Snowden e Laura Poitras receberam o Prêmio Ridenhour por expor a verdade, por sua atuação na revelação da Vigilância mundial pela NSA.